# 威立雅运输
威立雅運輸集團是一間已停業的交通運輸業者，總部位於法國巴黎，是威立雅環境 （Veolia Environnement SA；Veolia為希臘神話中，風神埃俄羅斯的別名）的部屬公司。威立雅運輸集團的原名是CGEA Transport，1997年成立，當時是通用水務公司（Compagnie Générale des Eaux）的部屬公司(現時已分為威望迪與威立雅環境)。公司之後再1999年改名為Connex。Connex最終在2005年改名為威立雅運輸集團。2011年3月份，威立雅運輸集團與舊法國交通發展集團合併，成為新的合資公司威立雅－交通發展集團（現已改名為法國交通發展集團)。
威立雅運輸集團在全球各地有不同的道路和鐵路業務，停業前職員72,000人，為40個大都市區的100多萬居民提供服務：
- 亞洲：孟買、首爾、南京、淮南、香港
- 歐洲：巴黎、馬賽、里昂、巴塞羅那、馬德里、畢爾巴鄂、貝爾格萊德、柏林、法蘭克福、斯圖加特、斯德哥爾摩、哥本哈根、海牙、赫爾辛基、布拉格、華沙、都柏林、泰恩-威爾郡
- 北美洲：亞特蘭大、奧斯汀、巴爾的摩、波士頓、丹佛、拉斯維加斯、洛杉磯、邁阿密、新奧爾良、鳳凰城、匹茲堡，羅利，沙加緬度、圣迭戈和大多倫多地區（約克區）
- 南美洲：波哥大、聖地亞哥
- 大洋洲：悉尼、布里斯班、珀斯和奧克蘭

## 東亞洲
東亞洲的業務是由威立雅运输(現法國交通發展集團)與巴黎大眾運輸公司(RATP Dev)合資的公司威立雅交通-巴黎大眾運輸有限公司(Veolia Transport - RATP Asia，簡稱VTRA)營辦的。
中國大陸
- 淮北：巴士網絡
- 淮南：巴士網絡
- 南京：与南京中北联营位于浦口區和六合區兩個巴士網絡。因南京市政府公交政策改变，南京中北与2013年底之前全部并入南京公交集团。主城区公交并入南京公交集团江南公交第一巴士公司。浦口區和六合區并入南京公交集团扬子浦口客运公司及六合客运公司
- 馬鞍山市：營運巴士網絡。2014年10月18日被马鞍山市政府回购，马鞍山公交集团成立，合资公司的运营结束。
- 安庆市：与南京中北联营的形式營運。
- 徐州市：与南京中北联营的形式營運。

香港
- 香港島：於2009年4月7日收購香港電車一半股權，並且負責日常營運，於2010年2月17日全資擁有。

澳門
- 澳門：與澳門殷理基合資成立維澳蓮運公共運輸股份有限公司，成功競投澳門巴士服務，將於2011年8月營運當地43%的巴士路線　（後來於2014年7月1日正式結業）。

印度
- 孟買：於2006年開始，建造孟買地鐵首條路線，到Versova-Andheri-Ghatkopar的東西走廊，將於2010年完成。

韓國
- 首爾：於2009年開始營運首爾地鐵9號線。

## 大洋洲
澳大利亞

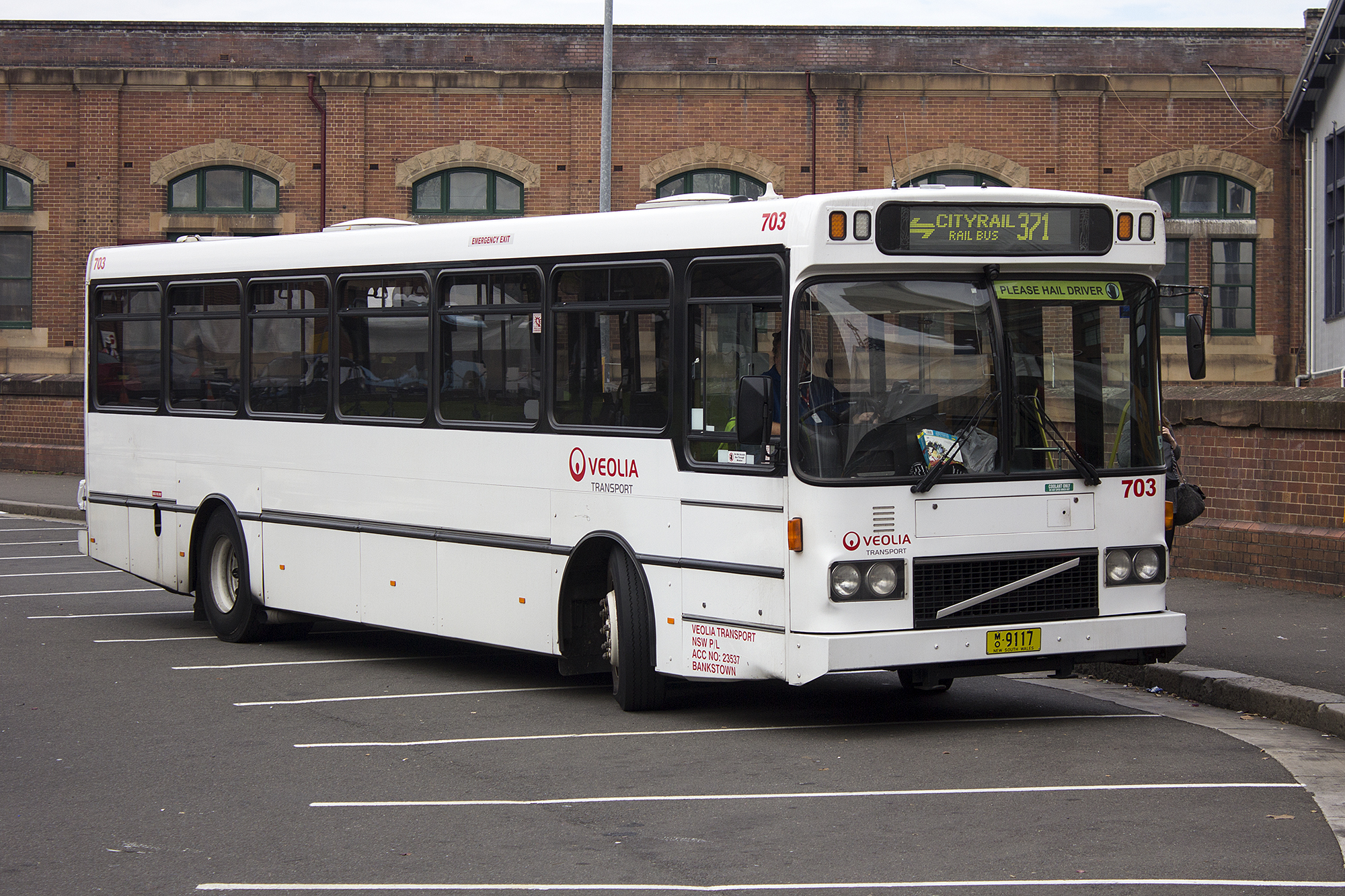
一輛位於悉尼中央車站的 Veolia Transport NSW 巴士

澳大利亞的業務是由威立雅運輸澳洲區（Veolia Transport Australia）管理的。
- 悉尼: 
  - Veolia Transport Sydney（英语：Transdev Sydney） 營運悉尼單軌電車（至2013年拆卸）與悉尼電車
  - Veolia Transport NSW（英语：Transdev NSW）營運悉尼巴士網絡（英语：Buses in Sydney）
- 墨爾本: Connex Melbourne（英语：Connex Melbourne） 營運墨爾本軌道交通（至2009年）
- 布里斯班:
  - 營運布里斯班巴士網絡（英语：Transdev Queensland）
- 珀斯: 營運珀斯巴士網絡（英语：Transdev WA）

新西蘭
- 奧克蘭: 營運奧克蘭火車（英语：Transdev Auckland）

## 其他亞洲國家
以色列
- 耶路撒冷：於2003年成功競投5億美元的合約，建造耶路撒冷輕鐵系統，其中包括8條路線，預計將於2020年完成。
- Modi'in：營運耶路撒冷和特拉維夫之間的城際巴士網絡，前營運商為Margalit。
- 阿什杜德：營運由亞實基倫至特拉維夫及Gush Dan的城際巴士網絡，前營運商為Egged。
- 提比里亞：營運巴士網絡，前營運商為Egged。
- 亞夫內：營運巴士網絡，前營運商為Egged。
- 盧德：營運到特拉維夫的城際巴士網絡，前營運商為Egged。

黎巴嫩
- 貝魯特40公里半徑範圍：Connex於阿什拉菲耶（Achrafieh）為Grand Lycée Franco-Libanais經營校巴服務。Beirut使用 TEMSA Prestij 巴士、日產汽車的 Civilian 巴士及 Urvan 客貨車作車隊。

## 外部連結
- 威立雅運輸網站（2011年2月）